# Arcidiocesi di Vaduz
L'arcidiocesi di Vaduz (in latino Archidioecesis Vadutiensis) è una sede della Chiesa cattolica in Liechtenstein immediatamente soggetta alla Santa Sede. Nel 2022 contava 27.179 battezzati su 39.055 abitanti. La sede è vacante.

## Territorio
L'arcidiocesi comprende il principato del Liechtenstein.
Sede arcivescovile è la città di Vaduz, dove si trova la cattedrale di San Florino.
Il territorio è suddiviso in 10 parrocchie:
- Santi Nicola e Martino a Balzers;
- Assunta a Bendern;
- San Martino a Eschen;
- Santi Pietro e Paolo a Mauren;
- San Fridolino a Ruggell;
- San Lorenzo a Schaan e Planken;
- Cuore Immacolato di Maria a Schellenberg;
- Santi Gallo e Martino a Triesen;
- San Giuseppe a Triesenberg;
- San Florino a Vaduz.

## Storia
L'arcidiocesi è stata eretta il 2 dicembre 1997 con la bolla Ad satius consulendum di papa Giovanni Paolo II, ricavandone il territorio dalla diocesi di Coira.

## Cronotassi dei vescovi
Si omettono i periodi di sede vacante non superiori ai 2 anni o non storicamente accertati.
- Wolfgang Haas (2 dicembre 1997 - 20 settembre 2023 ritirato)
  - Benno Elbs,[1] dal 20 settembre 2023 (amministratore apostolico)

## Statistiche
L'arcidiocesi nel 2022 su una popolazione di 39.055 persone contava 27.179 battezzati, corrispondenti al 69,6% del totale.
| anno | popolazione | popolazione | popolazione | presbiteri | presbiteri | presbiteri | presbiteri                | diaconi | religiosi | religiosi | parrocchie |
| anno | battezzati  | totale      | %           | numero     | secolari   | regolari   | battezzati per presbitero | diaconi | uomini    | donne     | parrocchie |
| ---- | ----------- | ----------- | ----------- | ---------- | ---------- | ---------- | ------------------------- | ------- | --------- | --------- | ---------- |
| 1999 | 24.962      | 31.320      | 79,7        | 28         | 15         | 13         | 891                       |         | 13        | 62        | 10         |
| 2000 | 24.993      | 32.015      | 78,1        | 31         | 19         | 12         | 806                       | 1       | 12        | 69        | 10         |
| 2001 | 24.993      | 32.015      | 78,1        | 30         | 19         | 11         | 833                       | 1       | 11        | 69        | 10         |
| 2002 | 25.362      | 32.863      | 77,2        | 31         | 19         | 12         | 818                       | 1       | 12        | 66        | 10         |
| 2003 | 25.642      | 33.525      | 76,5        | 30         | 19         | 11         | 854                       | 1       | 11        | 64        | 10         |
| 2004 | 25.730      | 33.863      | 76,0        | 29         | 19         | 10         | 887                       |         | 10        | 57        | 10         |
| 2010 | 27.239      | 34.603      | 78,7        | 34         | 23         | 11         | 801                       |         | 11        | 52        | 10         |
| 2014 | 27.279      | 35.894      | 76,0        | 35         | 23         | 12         | 779                       |         | 12        | 47        | 10         |
| 2017 | 27.450      | 36.149      | 75,9        | 31         | 21         | 10         | 885                       |         | 10        | 47        | 10         |
| 2020 | 28.153      | 38.378      | 73,4        | 33         | 23         | 10         | 853                       |         | 10        | 53        | 10         |
| 2022 | 27.179      | 39.055      | 69,6        | 29         | 24         | 5          | 937                       |         | 5         | 46        | 10         |